# Épineau-les-Voves
Épineau-les-Voves és un municipi francès, situat al departament del Yonne i a la regió de Borgonya - Franc Comtat. L'any 2007 tenia 720 habitants.

## Demografia

### Població
El 2007 la població de fet d'Épineau-les-Voves era de 720 persones. Hi havia 292 famílies, de les quals 88 eren unipersonals (48 homes vivint sols i 40 dones vivint soles), 80 parelles sense fills, 108 parelles amb fills i 16 famílies monoparentals amb fills.
La població ha evolucionat segons el següent gràfic:
Habitants censats

### Habitatges
El 2007 hi havia 340 habitatges, 302 eren l'habitatge principal de la família, 21 eren segones residències i 17 estaven desocupats. 317 eren cases i 15 eren apartaments. Dels 302 habitatges principals, 236 estaven ocupats pels seus propietaris, 55 estaven llogats i ocupats pels llogaters i 11 estaven cedits a títol gratuït; 7 tenien una cambra, 28 en tenien dues, 84 en tenien tres, 92 en tenien quatre i 92 en tenien cinc o més. 230 habitatges disposaven pel capbaix d'una plaça de pàrquing. A 141 habitatges hi havia un automòbil i a 130 n'hi havia dos o més.

### Piràmide de població
La piràmide de població per edats i sexe el 2009 era:
| Homes | Edats   | Dones |
| ----- | ------- | ----- |
| 0     | 95 o +  | 0     |
| 4     | 90 a 94 | 8     |
| 8     | 85 a 89 | 8     |
| 4     | 80 a 84 | 0     |
| 20    | 75 a 79 | 20    |
| 4     | 70 a 74 | 12    |
| 0     | 65 a 69 | 8     |
| 32    | 60 a 64 | 12    |
| 20    | 55 a 59 | 16    |
| 12    | 50 a 54 | 20    |
| 20    | 45 a 49 | 24    |
| 36    | 40 a 44 | 32    |
| 16    | 35 a 39 | 28    |
| 16    | 30 a 34 | 16    |
| 48    | 25 a 29 | 16    |
| 16    | 20 a 24 | 20    |
| 16    | 15 a 19 | 32    |
| 40    | 10 a 14 | 16    |
| 20    | 5 a 9   | 8     |
| 16    | 0 a 4   | 24    |

## Economia
El 2007 la població en edat de treballar era de 473 persones, 350 eren actives i 123 eren inactives. De les 350 persones actives 331 estaven ocupades (183 homes i 148 dones) i 19 estaven aturades (3 homes i 16 dones). De les 123 persones inactives 37 estaven jubilades, 44 estaven estudiant i 42 estaven classificades com a «altres inactius».

### Ingressos
El 2009 a Épineau-les-Voves hi havia 296 unitats fiscals que integraven 706 persones, la mediana anual d'ingressos fiscals per persona era de 17.520 €.

### Activitats econòmiques
Dels 21 establiments que hi havia el 2007, 1 era d'una empresa extractiva, 1 d'una empresa alimentària, 1 d'una empresa de fabricació d'altres productes industrials, 4 d'empreses de construcció, 2 d'empreses de comerç i reparació d'automòbils, 2 d'empreses d'hostatgeria i restauració, 1 d'una empresa d'informació i comunicació, 1 d'una empresa financera, 2 d'empreses immobiliàries, 2 d'empreses de serveis i 4 d'empreses classificades com a «altres activitats de serveis».
Dels 7 establiments de servei als particulars que hi havia el 2009, 2 eren lampisteries, 1 electricista, 1 empresa de construcció, 2 perruqueries i 1 restaurant.
L'any 2000 a Épineau-les-Voves hi havia 6 explotacions agrícoles.

## Equipaments sanitaris i escolars
El 2009 hi havia una escola elemental integrada dins d'un grup escolar amb les comunes properes formant una escola dispersa.

## Poblacions més properes
El següent diagrama mostra les poblacions més properes.